# Blaise Metreweli
Blaise Metreweli (em georgiano:  ბლეიზ მეტრეველი; Brent, julho de [[1977) é uma ex-diplomata georgiana e inglesa, atual chefa do Secret Intelligence Service. Ela irà tomar posse em 1° de outubro de 2025.

## Biografia
Metreweli nasceu em Bren, bairro de Londres, em uma família de georgianos. Seu sobrenome é uma transliteração alemã do sobrenome georgiano Met'reveli (მეტრეველი). Ela estudou antropologia no Pembroke College, em Cambridge, e fez parte da equipe vencedora da Regata Feminina de 1997. Ingressou no MI6 em 1999 e trabalhou continuamente como oficial de inteligência, inclusive em nível sênior no MI5. Em junho de 2025, foi nomeada Diretora de Tecnologia e Inovação do MI6, título conhecido como "Q".
No mesmo junho de 2025, foi anunciado que ela seria nomeada diretora do Serviço Secreto de Inteligência (MI6), sucedendo Richard Moore em 1º de outubro de 2025. Ela será a primeira mulher a ocupar o cargo.

## Honrarias
- Companheira da Ordem de São Miguel e São Jorge: — 2024 Birthday Honours[3]